# Tetralogía de Capitán América
La tetralogía de Capitán América, basada en el personaje ficticio Capitán América de Marvel Comics, comprende cuatro películas de acción, superhéroes y ciencia ficción del Universo cinematográfico de Marvel: Capitán América: el primer vengador (2011), Captain America: The Winter Soldier (2014), Capitán América: Civil War (2016) y Captain America: Brave New World (2025). Todas conectadas con la Hexalogía de Avengers, las series Marvel's Agents of S.H.I.E.L.D. y Agente Carter de ABC con The Falcon and the Winter Soldier de Disney+.
Joe Johnston dirigió la primera película, mientras que la segunda y la tercera fueron dirigidas por los hermanos Russo, la cuarta fue dirigida por Julius Onah. 
En las tres primeras entregas el personaje principal fue interpretado por Chris Evans, quien dio vida a Steve Rogers (el primer Capitán América), la cuarta película fue protagonizada por Anthony Mackie, quién da vida a Sam Wilson (antes conocido como Falcon), ahora bajo el manto del Capitán América luego de haberle sido otorgado por Steve Rogers en Avengers: Endgame y aceptarlo en The Falcon and the Winter Soldier.

## Películas
| Película                                  | Fecha de Lanzamiento  | Director            | Guionista (s)                        | Productor                |
| ----------------------------------------- | --------------------- | ------------------- | ------------------------------------ | ------------------------ |
| Capitán América: El primer vengador       | 22 de julio de 2011   | Joe Johnston        | Christopher Markus y Stephen McFeely | Kevin Feige              |
| Capitán América y el Soldado del invierno | 4 de abril de 2014    | Anthony y Joe Russo | Christopher Markus y Stephen McFeely | Kevin Feige              |
| Capitán América: Civil War                | 6 de mayo de 2016     | Anthony y Joe Russo | Christopher Markus y Stephen McFeely | Kevin Feige              |
| Captain America: Brave New World          | 14 de febrero de 2025 | Julius Onah         | Malcolm Spellman & Dalan Musson      | Kevin Feige & Nate Moore |

### Capitán América: El primer vengador(2011)
En el presente, unos científicos en el Ártico descubren los restos de un avión sepultado en el hielo ártico, en donde estos encuentran un objeto circular metálico congelado de color rojo, blanco y azul con una estrella blanca en el centro, en la cabina del avión estrellado.
En marzo de 1942, el oficial nazi Johann Schmidt y sus hombres entran a la ciudad de Tønsberg en una Noruega ocupada por los alemanes nazi, para robar una misteriosa reliquia llamada el Teseracto,que posee poderes incalculables. Mientras tanto, en Nueva York, Steve Rogers es rechazado por el reclutamiento militar de la Segunda Guerra Mundial debido a varios problemas de salud física. Mientras asiste a una exhibición de tecnologías futuras con su amigo el Sgto. James «Bucky» Barnes, Rogers nuevamente trata de enlistarse. Al escuchar la conversación de este con Barnes sobre su deseo de ayudar en la guerra, el Dr. Abraham Erskine le permite unirse al ejército. Rogers es reclutado para la Reserva Científica Estratégica como parte de un experimento de «súpersoldado» bajo el mando de Erskine, el Coronel Chester Phillips y la agente británica Peggy Carter. Phillips no está convencido por las afirmaciones de Erskine sobre que Rogers sea la elección correcta para el procedimiento, pero cede después de verlo cometer un acto de valentía abnegada con una granada de mano falsa. La noche anterior al tratamiento, Erskine le revela a Rogers que Schmidt se sometió a una versión imperfecta del procedimiento y sufrió efectos secundarios permanentes.
De vuelta en Europa, Schmidt y el Dr. Arnim Zola aprovechan las energías del Teseracto, pretendiendo usar el poder para impulsar las invenciones de Zola, montando una ofensiva que cambiará el curso de la guerra y al mundo. Schmidt descubre la ubicación de Erskine y envía a un asesino a matarlo. En los EE. UU. este somete a Rogers al tratamiento del súpersoldado, inyectándole un suero especial y dosificándolo con «vita-rayos». Después de emerger del experimento más alto y musculoso, uno de los presentes mata a Erskine, revelándose como el asesino de Schmidt, Heinz Kruger. Rogers lo persigue y captura, pero el asesino evita que lo interroguen suicidándose con una cápsula de cianuro.
Con Erskine muerto y su fórmula de súpersoldado perdida, el senador estadounidense Brandt hace que Rogers viaje por la nación en un colorido disfraz como el «Capitán América» para promover los bonos de guerra, en vez de permitir que los científicos lo estudien e intenten redescubrir la fórmula de Erskine. En 1943, mientras está de viaje en Italia actuando para soldados activos, Rogers se entera de que la unidad de Barnes ha desaparecido en acción en una batalla contra las fuerzas de Schmidt. Negándose a creer que Barnes está muerto, Rogers hace que Carter y el ingeniero Howard Stark (Padre de Anthony "Tony" Stark) lo lleven volando tras líneas enemigas para montar un intento de rescate individual. Rogers se infiltra en la fortaleza de la organización de Schmidt, HYDRA, liberando a Barnes y otros prisioneros. Rogers confronta a Schmidt, quien se quita su máscara, revelando un rostro rojo calavérico que le valió el sobrenombre «Red Skull». Este escapa y Rogers regresa a la base con los soldados liberados.
Rogers recluta a Barnes, Timothy "Dum Dum" Dugan, Gabriel "Gabe" Jones, Jim Morita, James Montgomery Falsworth y Jacques Dernier para atacar otras bases de HYDRA conocidas. Howard Stark provee a Rogers con equipamiento avanzado y mencionando que Rogers esta encariñado con su escudo, Howard diseña varios prototipos de escudos para Rogers, pero solo se interesa en un escudo circular hecho de vibranium, un raro metal casi indestructible. El Capitán y su equipo rápidamente sabotean varias fábricas de operaciones de HYDRA. El grupo luego asalta un tren que llevaba a Zola, capturándolo con éxito, pero por desgracia Barnes se cae al vacío y declaran muerto en acción.c Usando información extraída de Zola, se localiza la fortaleza final de HYDRA y Rogers dirige un ataque para evitar que Schmidt use armas de destrucción masiva sobre ciudades estadounidenses y poco después otras ciudades principales alrededor del mundo. Rogers sube a bordo de la aeronave de Red Skull justo cuando esta despegaba. Durante la pelea subsecuente, el contenedor del Teseracto sufre daños. Schmidt agarra el Teseracto con su mano, causando que se disuelva en una luz brillante. El Teseracto rápidamente se cae al suelo, atravesando el avión y se cae directo al océano. Al no ver ningún modo de aterrizar el avión sin el riesgo de detonar sus armas, Rogers decide estrellar el avión en el Ártico, no sin antes prometerle a Peggy una cita. Finalizada la guerra el equipo de Rogers son vistos un bar y beben unos tragos en su honor por su sacrificio, mientras que por otro lado Stark recupera el Teseracto del fondo del océano, pero no logra localizar a Rogers o al avión, presumiéndolo muerto, pero a pesar de todo Howard decidió seguir buscándolo, por otro lado Peggy y el Coronel Phillips se preparan para dejar la oficina de inteligencia, pero antes de retirarse el coronel le entrega a Peggy el expediente de Rogers para que esta jamás olvide cuanto lo amaba.
Rogers se despierta en una sala de hospital con estilo de la década de 1940. Pero a partir de una transmisión de radio anacrónica de un partido de Béisbol de marzo de 1941 y sabiendo él que estuvo en ese partido deduce que algo anda mal, rápidamente Rogers huye de las instalaciones y se encuentra en el Times Square del presente, donde Nick Fury, director de S.H.I.E.L.D., le informa que ha estado «dormido» por casi 70 años, luego Nick le pregunta si se encontraba bien y Rogers le responde que tenía una cita.

### Captain America: The Winter Soldier(2014)
La película se desarrolla dos años después de la batalla de Nueva York. Inicia con Steve Rogers, quien se encuentra ejercitándose en Washington D. C. y ahora trabaja para la agencia de espionaje S.H.I.E.L.D. bajo la dirección de Nick Fury; Rogers pasa frecuentemente a un hombre que más tarde se presenta como Sam Wilson (al cual Rogers siempre molesta diciendo: "A tu izquierda"), quien también le dice que solía trabajar en el ejército, pero ahora trabaja en la sección informativa para los veteranos. Después de correr, Sam y Steve tienen una charla acerca de cómo Steve está intentando adaptarse a la actualidad y ponerse al tanto de lo que se perdió mientras estuvo congelado. Sin embargo su charla es interrumpida por Natasha Romanoff, quien se aparece minutos después para llevarse a Steve a una misión especial.
Natasha y Rogers son enviados junto al equipo S.T.R.I.K.E., dirigidos por el agente Brock Rumlow, para liberar a los rehenes a bordo de un barco de S.H.I.E.L.D. secuestrado por un grupo de piratas franceses liderados por George Batroc. A mediados de la misión, Rogers descubre que Romanoff tiene otra misión especial: la cual era extraer datos de los ordenadores a bordo del barco para Fury. Después de la misión Rogers vuelve al Triskelion (Cuartel General de S.H.I.E.L.D.), para confrontar a Fury sobre lo que pasó en la última misión y Nick le comenta que lo envió para evitar que algo saliera mal en la misión de rescate y para calmar la situación este decide informarle a Rogers sobre el Proyecto Insight: un grupo de tres Helicarriers vinculados a satélites espías, diseñado para eliminar de forma preventiva las amenazas, sin embargo Rogers le recrimina a Nick que el proyecto en realidad es una mala idea diciendo que eso no sería libertad, sino tratar al mundo con miedo. Incapaz de descifrar los datos recuperados por Romanoff en el USB, Fury se convierte en un sospechoso sobre Insight y le pide al jefe de más alto nivel de S.H.I.E.L.D. Alexander Pierce retrasar el proyecto hasta nuevo aviso.
En su camino para encontrarse con Maria Hill, Fury inmediatamente es atacado por varios matones disfrazados de policías, dirigidos por el misterioso asesino llamado el Soldado de Invierno. Después del ataque, Fury se escapa al apartamento de Rogers y advierte que S.H.I.E.L.D. está comprometido. Luego de entregarle a Rogers la unidad flash USB que contiene los datos del barco, Fury es abatido por el Soldado de Invierno, pero antes de caer inconsciente le dice a Rogers que no confíe en nadie.
Segundos después de que Fury cae inconsciente rápidamente llega la vecina de Rogers, Kate, quien en realidad es la Agente 13 y le menciona a Rogers que su misión era protegerlo, luego Rogers le pregunta quien se lo ordenó y resulta ser que fue Fury. Justo cuando la Agente 13 llama a los paramédicos, Rogers descubre al Soldado del Invierno en el techo del edificio vecino y decide perseguirlo, justo cuando Rogers logra alcanzarlo le lanza su escudo con tal de detenerlo, pero sorprendentemente el Soldado del invierno sujeta el escudo de Rogers con su brazo de metal y se lo regresa con el doble de fuerza y deja aturdido a Rogers por unos segundos antes de escapar del lugar sin dejar rastro.
Minutos después Fury es trasladado a un hospital en donde Natasha aparece minutos después y le pregunta a Rogers sobre la persona que lo hizo y este se lo describe a Natasha como una persona veloz, fuerte y con un brazo de metal, Maria Hill llega segundos después para indicarle a Natasha sobre la balística usada y menciona que fueron tres balas y que las puntas no se podían identificar, por lo que Natasha deduce de que las balas utilizadas son en realidad balas soviéticas; desgraciadamente Fury muere en la cirugía.
Maria Hill llega minutos después para llevarse el cuerpo y cuidar de él, Natasha inmediatamente le pregunta a Rogers sobre qué estaba haciendo Fury en su departamento, pero antes de decirle es informado por Rumlow de que Pierce lo necesita de inmediato en el Triskelion, pero antes de retirarse esconde la memoria USB dentro de la máquina expendedora de dulces sin que nadie lo notara.
En el cuartel general Pierce lo llama inmediatamente y le pide saber qué estaba haciendo Fury en su apartamento, pero Rogers se niega a contarle la información de Fury. Minutos después en el ascensor Rogers es atacado por otros agentes, incluyendo Rumlow, pero Rogers consigue reducirlos y escapar del edificio Triskelion.
Pierce inmediatamente inicia bloque de búsqueda y captura de Rogers por supuestamente negarse a revelar lo que Fury le dijo antes de morir. Buscado por el equipo S.T.R.I.K.E. y toda la organización, Rogers regresa al hospital a recoger la memoria USB que había escondido anteriormente, pero descubre que la misma ya no estaba en la máquina, sin embargo en ese momento se aparece Natasha detrás de él indicando que ella había sacado el USB de la máquina. Rogers interroga a Natasha sobre que lo está pasando y le revela quien fue él que le disparó a Fury. Natasha revela que muchos en la comunidad de inteligencia creen que la persona no existe, pero los que lo hacen, lo conocen como el Soldado del Invierno, el cual ha estado implicado en una serie de asesinatos en los últimos cincuenta años, incluso le muestra a Rogers la cicatriz que le dejó el Soldado del Invierno la primera vez que ella se encontró con él y logró salir con vida del ataque y decide ayudar a Rogers a resolver el misterio.
Utilizando los datos en la unidad USB los dos descubren un búnker secreto de S.H.I.E.L.D. en Nueva Jersey, que resulta encontrarse justo donde está el abandonado Campamento de Entrenamiento Lehigh en donde Rogers fue entrenado hace 70 años durante la Segunda Guerra Mundial; una vez adentro ambos descubren un ascensor secreto que los lleva hasta una cámara inferior en donde activan un superordenador que contiene la conciencia conservada de Arnim Zola. Este les revela que se aprovechó de la "Operación Paperclip" de S.H.I.E.L.D para ser reclutado, también menciona que en 1972 sufrió una enfermedad terminal (sabiendo que la ciencia no podría salvar su cuerpo, su mente fue transferida a una súper computadora de los 70) y que desde que S.H.I.E.L.D. fue fundada luego de la Segunda Guerra Mundial, HYDRA ha operado en secreto dentro de sus filas, sembrando el caos global con el objetivo de hacer que la humanidad esté dispuesta a renunciar a su libertad para obtener su seguridad. El par escapa por poco de la muerte, cuando S.H.I.E.L.D. lanza un misil hacia dónde están, el cual destruye el búnker, luego de descubrir de que Pierce es el líder de HYDRA dentro S.H.I.E.L.D..
Rogers y Romanoff deciden contar con la ayuda de Sam Wilson, de quien Rogers se hizo amigo y adquiere un prototipo de Jet-pack con alas metálicas llamado "Falcón". Deduciendo que el agente Jasper Sitwell es un espía de HYDRA deciden ir a buscarlo; lo encuentran en un restaurante, el cual hace poco acababa de terminar una reunión con el senador Stern (revelando que él también es partidario de HYDRA) y le obligan a revelar todo lo que Zola desarrolló: un algoritmo que puede identificar a individuos que podrían convertirse en amenazas futuras a los planes de HYDRA, deduciendo que el Proyecto Insight está desarrollado realmente para eliminar a millones de personas inocentes en el mundo, usando las armas guiadas por satélite de los tres Helicarriers del proyecto.
Mientras conducen por la autopista Rogers, Romanoff y Wilson son inmediatamente emboscados por el Soldado de Invierno, el cual mata a Sitwell. Durante la lucha, Rogers consigue arrebatarle la máscara al Soldado del Invierno, solo para descubrir que el asesino es en realidad James "Bucky" Barnes, el mejor amigo de Rogers, el cual se creía muerto en acción durante la guerra, justo en el momento que este se había caído al vacío desde el tren de HYDRA la última vez. Resulta que Bucky realmente fue capturado y experimentado por la división rusa de HYDRA durante la Segunda Guerra Mundial. Después del combate Rogers, Romanoff y Sam inmediatamente son capturados por el equipo S.T.R.I.K.E. de S.H.I.E.L.D. y llevados a un lugar oculto para inmediatamente ejecutarlos, sin embargo Maria Hill, quien estaba disfrazada consigue rescatar al trío y los lleva a una casa de seguridad donde Fury, quien en realidad había fingido su muerte, los está esperando con el fin de detener los planes de HYDRA, saboteando los helicarriers mediante la sustitución de unos chips controladores.
Después de que los miembros del Consejo de Seguridad Mundial llegan para el lanzamiento de los helicarriers, Rogers transmite el plan de HYDRA a todos en el edificio Triskelion. Romanoff, disfrazada de uno de los miembros del Consejo, desarma a Pierce. Fury llega minutos después a Triskelion en un helicóptero y así fuerza a Alexander a desbloquear toda la base de datos de S.H.I.E.L.D de modo que Romanoff pueda filtrar toda la información clasificada, exponiendo a HYDRA al público. Después de una breve lucha, Fury finalmente mata a Pierce. Mientras tanto, Rogers y Wilson pelean en los dos helicarriers y consiguen reemplazar los chips controladores, pero en el último el Soldado de Invierno destruye el traje de Wilson, el cual se ve forzado a dejar todo en manos de Rogers. Durante el combate Rogers consigue derrotar a Bucky y sustituye el chip final, el cual le permite a María Hill tomar el control del sistema y así forzar a los helicarriers a destruirse entre sí. Mientras el helicarrier se destruye, Rogers intenta desesperadamente hacer que su amigo lo recuerde, pero lejos de escucharlo Bucky lo golpea, en un intento por hacerlo pelear contra él, sin embargo Rogers se rehúsa a pelear contra él y termina lanzando su escudo del helicarrier, pero inmediatamente Bucky lo golpea constantemente en el rostro aludiendo que él es su misión, hasta que Rogers lo incita a terminarla y le menciona que estará con el hasta el final. Bucky inmediatamente se detiene y empieza a dudar de sus acciones, pero inmediatamente el helicarrier se estrella con el edificio Triskelion y Rogers se cae inconsciente fuera del helicarrier hacia el Río Potomac y empieza a ahogarse en el río. Sin embargo Bucky en el último segundo rescata al inconsciente Rogers del río y desaparece en el bosque. Con S.H.I.E.L.D. disuelto, Rogers se encuentra en el hospital con Wilson, y la Agente 13 oculta en la CIA, Maria Hill se aparece consiguiendo empleo en Stark Industries, el senador Stern es arrestado por el FBI por ser partidario de HYDRA, Rumlow, quien en realidad era un agente doble de HYDRA, es hospitalizado después de la destrucción del Triskelion y Romanoff aparece ante un subcomité del Senado, en la que defiende el porqué del desmantelamiento de S.H.I.E.L.D. al haber sido corrompido por HYDRA. Cuando los funcionarios militares le preguntan por qué no deberían encarcelarla por todos los crímenes recién revelados que había cometido a favor y en contra de los Estados Unidos y además de haber destruido su central de inteligencia, ella les responde que es porque aun la necesitan para defender al mundo y se retira del Senado. Fury, bajo la cobertura de su aparente muerte incendia todas las pruebas de su supervivencia y abandona incluso su parche por unos lentes de sol y ahora se dirige a Europa del Este en busca de células que quedan en HYDRA. Minutos después, Natasha se aparece para entregarle a Rogers el expediente del proyecto Soldado del Invierno y le advierte que tal vez no le guste lo que vaya a encontrar, pero además le recomienda que invite a salir un día a Sharon Carter y que posiblemente le agrade, leyendo el expediente, Rogers y Wilson deciden iniciar la búsqueda de Bucky.
En una escena a mitad de créditos,5 en una Base de HYDRA, un subordinado le comenta al Barón Wolfgang von Strucker que ya todo acabó y que ahora sus secretos ya se revelaron al público, Sin embargo Strucker afirma que a pesar de que todos los espías de HYDRA en S.H.I.E.L.D. han sido descubiertos, aún tienen seguidores en todo el mundo. Strucker se acerca y muestra que tienen en posesión el Cetro de Loki. Luego se detiene en frente a unas celdas y dice: "Ya no es un mundo de espías. Ni siquiera un mundo de héroes. Ésta es la Era de los Milagros". Él también afirma que: "No hay nada más aterrador... que un milagro." Una de las celdas contiene a un hombre que está corriendo a velocidades sorprendentes. La otra contiene a una mujer que está levitando unos cuantos bloques, antes de juntar sus manos aplastando dos bloques entre sí.
En la escena poscréditos, Bucky, ahora en ropa normal, aparece caminando por la Exhibición del Capitán América en el Smithsonian, buscando respuestas sobre su pasado y se detiene a leer acerca de sí mismo, dándose cuenta de que Rogers decía la verdad.

### Capitán América: Civil War(2016)
En el año 1991, James "Bucky" Barnes es despertado de su sueño criogénico en una base de HYDRA ubicada en Siberia. A este se le recitan ciertas palabras de codificación mental escritas en un libro rojo con una estrella negra, ocasionando que quede bajo el control de HYDRA. Bucky es enviado a interceptar un automóvil que transporta un maletín con bolsas del Suero del Súper Soldado, matar a los pasajeros y robar dicho maletín. En la actualidad Steve Rogers, Sam Wilson, Natasha Romanoff y Wanda Maximoff, detienen a un grupo terrorista liderado por Crossbones, que pretenden robar un arma biológica en la sede de IDEI ubicada en Lagos, Nigeria. Falcon, Wanda y el Capitán neutralizan a los terroristas de Crossbones y Black Widow lucha con Crossbones, pero este consigue derrotar a Natasha y huye. Después es interceptado por el Capitán América y ambos inician un combate. Durante la pelea, Crossbones decide suicidarse junto con el Capitán América activando una bomba, pero Wanda logra contener la explosión con sus poderes y trata de alejarla de la gente alrededor, pero accidentalmente hace explotarla junto a un edificio matando a un gran número de personas.2
Wanda y Steve se encierran en una habitación y discuten sobre el accidente en Lagos, Wanda se culpa por haber matado a las personas de Lagos. Steve le dice que la culpa fue de ambos, pero son interrumpidos por Visión, el cual les informa que ha llegado Stark con el Secretario de Estado y exgeneral del ejército de los Estados Unidos, Thaddeus "Thunderbolt" Ross, quien les informa de que la ONU está en el proceso de aprobación de los Acuerdos de Sokovia, el cual se convierte inmediatamente en un organismo internacional para vigilar y regular a los Vengadores después de haberles mostrado unos videos que demuestra los diversos desastres que ellos han ocasionado, entre los cuales están: La batalla de Nueva York, la destrucción del cuartel general de S.H.I.E.L.D. en Washington D. C., la destrucción de Sokovia ocasionada por Ultrón y el accidente más reciente del edificio en Lagos. El equipo se divide en dos bandos, con Stark apoyando al gobierno (solo para proteger el mundo de la futura amenaza) y Rogers por su parte desconfía del gobierno después de que HYDRA se infiltró y manipuló a S.H.I.E.L.D. la última vez. Una vez terminada la reunión, Rogers recibe un mensaje de texto diciendo que Peggy Carter había fallecido mientras dormía y decide asistir a su funeral en Londres, Inglaterra, acompañado por Wilson y Romanoff que aparecen a su lado para compartir su pena y hacerle compañía. Luego Romanoff le informa a Rogers que Stark, Rhodes y Visión habían firmado el acuerdo, Wanda estaba indecisa y Clint Barton se había retirado del equipo, pero Rogers no cambia de opinión y decide no presentarse en la conferencia de Viena.
En Viena, Austria, donde la firma de los Acuerdos por 117 países está llevándose a cabo, un terrorista activa una bomba al lado del edificio. El hijo del Rey T'Chaka ve todo el suceso y grita en señal de advertencia "¡Todos al suelo!" e inmediatamente el edificio explota. El Rey T'Chaka muere a causa de la explosión y su hijo llora su perdida abrazándolo. Cuando las cámaras de seguridad revelan al culpable resulta ser que el Soldado de Invierno fue quien plantó la bomba. T'Challa al ver en los medios el acontecimiento, jura matar a Bucky con sus propias manos para vengar la muerte de su padre. En una llamada telefónica, Romanoff le da el consejo a Rogers de que debía firmar los Acuerdos y también que no se involucrara tratando de detener a T'Challa para evitar que asesine a Bucky, porque solo empeorará las cosas; sin embargo, él y Wilson deciden ir y traer a Bucky por su cuenta, después de que Sharon Carter les diera información sobre su ubicación. Tras una persecución con Pantera Negra y Capitán América bajo un túnel en Bucarest, Rumanía, Bucky finalmente es arrestado por la policía con la ayuda de James Rhodes, al igual que Rogers, Wilson y T'Challa por obstrucción a la justicia.
Mientras está encerrado en Berlín, en una caja magnética de vidrio templado auto blindado y con esposas atándole los brazos y las piernas, Bucky es liberado por Helmut Zemo, usando la misma secuencia de palabras de activación de HYDRA con el mismo libro que aparece al comienzo de la película para interrogar a Bucky sobre la misión de Siberia en 1991 y al mismo tiempo causar un descontrol por parte del Soldado de Invierno. Con su brazo metálico Bucky logra escapar de la caja de vidrio y después se enfrenta con Tony Stark. Bucky continúa en su intento de escape con Rogers y Wilson persiguiéndolo, pero Rogers logra detenerlo cuando Bucky iba a escapar en un helicóptero después de que Bucky se enfrentara con Pantera Negra. Steve y Bucky huyen con Wilson. Después de entrar en razón, Bucky le dice a Rogers que Zemo se dirige hacia el centro de Siberia, donde otros Soldados del Invierno fueron creados. Mientras tanto, Barton va al cuartel de los Vengadores donde se encontraban Visión y Wanda, para rescatar a esta última. Luego de un breve enfrentamiento entre Barton y Visión, Wanda interfiere neutralizando a Visión con sus poderes para escapar junto con Clint. Después Visión le informa a Stark sobre lo ocurrido. Rogers recluta a Wanda, Hawkeye y Ant-Man a su causa, además de Wilson y Bucky Barnes. Ross le da a Stark 36 horas para capturar a Rogers y a su equipo.
Stark reúne a Black Widow, Pantera Negra, Máquina de Guerra, Visión y luego visita Queens, Nueva York después de descubrir que Peter Parker es el Hombre Araña; lo anima a pelear, pese a que al principio Peter se rehúsa para proteger su identidad, pero cambia de opinión y es reclutado para interceptar al equipo del Capitán en el Aeropuerto de Leipzig/Halle. Antes que el enfrentamiento entre ambos bandos comience, Rogers le advierte a Stark que el psiquiatra que interrogó a Bucky (Zemo) está detrás de todo el conflicto y planeó todo desde el principio, pero Stark se rehúsa a la idea así que inicia la batalla y suceden varios acontecimientos secundarios como que Spider-Man le quita el escudo y le ata los brazos y las piernas al Capitán lográndose liberar, Ant-Man se vuelve pequeño y penetra la armadura de Stark para arruinarla, Spider-Man logra ganar un enfrentamiento con Bucky y Falcón, luego Ant-Man se vuelve gigante y empieza a causar alboroto; sin embargo Visión vuela hacia Ant-Man y lo cabecea el estómago haciendo que este se debilite, se caiga al suelo y se transforme en su tamaño normal. Wanda hace flotar a Romanoff y la estrella contra la pared de un camión pequeño, luego Romanoff permite que Rogers y Bucky escapen en el Quinjet de Stark, mientras que el resto de su equipo es capturado (Hawkeye, Ant-Man, Wanda y Falcon). Rhodes por su parte sufre una grave lesión en la columna vertebral, quedando inválido al caer después de ser alcanzado accidentalmente en el pecho por un rayo de Visión que en realidad estaba apuntando a Falcon. En la sede, Stark descubre que Romanoff estuvo como doble agente e inmediatamente Romanoff desaparece afirmando que "no es ella la que debe cuidarse la espalda". Stark más tarde se da cuenta de que la explosión en Viena la provocó Zemo bajo la apariencia del Soldado del Invierno y que asesinó al verdadero psiquiatra interrogante de Bucky ocultando el cadáver en la habitación que se hospedaba. Luego de visitar a los héroes capturados en la prisión "La Balsa", y sin avisar a Ross, Stark sigue a Rogers y Bucky a Siberia, pero sin que este se dé cuenta T'Challa también lo sigue.
En alguna parte de Siberia, Stark se reúne con Rogers y Bucky para hacer una tregua, pero Bucky sigue desconfiando de Stark. Descubren que los otros soldados de invierno han sido asesinados por Zemo, quien revela que él es un Sokoviano que quiere castigar a los Vengadores por la muerte de su familia. Zemo le muestra a Stark un video de seguridad que toma lugar en el año 1991, el cual revela que Bucky fue el asesino que mató a los padres de Stark para robar muestras del Suero del Súper Soldado de su auto. Stark desilusionado y enfurecido por la revelación inicia una pelea contra Rogers y Bucky, mientras que Zemo aprovecha la confrontación para escapar. Mientras tanto T'Challa, quien a escondidas descubre la inocencia de Bucky en la explosión que mató a su padre, captura a Zemo antes de que se suicidara con una pistola. Mientras tanto en la lucha Bucky pierde su brazo metálico, justo cuando este último intento arrancar el Reactor Arc de la armadura de Iron Man, después de esto comienza una brutal pelea entre el Capitán y Tony, después de todo, Rogers logra desactivar la armadura de Stark con su escudo y consigue detenerlo, habiendo recibido una ayuda previa de Bucky. Al terminar la lucha, Rogers decide llevarse lejos a Bucky de Stark, pero antes de retirarse Stark le dice a Rogers que el escudo que tiene lo diseñó su padre y que por ende no se lo merece. Rogers sin medir palabras con Tony le deja su escudo y se retira con Bucky. Unos días después Zemo es encarcelado en aislamiento por todos sus crímenes, Stark regresa a la base de los Vengadores y ayuda a Rhodes a levantarse usando un prototipo de andadera para ayudarlo a caminar mientras se recupera de sus heridas, luego Stark recibe un paquete por correspondencia de un cartero de FedEx (Stan Lee) teniendo adentro una carta de Rogers. En la carta Rogers se disculpaba por todo lo que había sucedido y le ofrece su ayuda por si la necesitaba en un futuro e incluido un celular especial para que lo llame, mientras que él libera a sus compañeros de la prisión "La Balsa", en el Océano Atlántico y los lleva al Reino de Wakanda, donde T'Challa les concede asilo. Cuando Ross le avisa a Stark sobre una fuga en la prisión, este lo ignora.
En una escena a mitad de los créditos,3 Bucky decide por sí mismo ser congelado hasta que se encuentre una forma de cómo borrar la codificación mental que HYDRA le colocó en su cabeza, mientras que Rogers le pregunta a T'Challa (cuando supo que su padre y el amigo de Rogers fueron víctimas de Zemo) cómo piensa mantener a Wakanda protegida ahora que ha tomado parte del conflicto. T'Challa le responde "Que intenten hacerlo", pues están preparados. La escena muestra una pequeña panorámica de la zona, viendo que ahora están en Wakanda y hay una gigantesca estatua del dios Pantera hecha de piedra en medio de la vegetación.
En una escena poscréditos,4 Peter Parker se encuentra jugueteando con su lanza telarañas cuando sin llamar la Tía May aparece y pregunta por los golpes de Peter, el joven hace unas cuantas bromas sobre las peleas que ha vivido en la Guerra Civil disimulando el verdadero origen de sus lesiones frente a su tía. La escena termina cuando su lanza telarañas se activa y emite una proyección al techo, siendo la Spider-Signal.

### Captain America: Brave New World(2025)
Cinco meses después de que Thaddeus Ross fuera elegido presidente de los Estados Unidos, envía a Sam Wilson y Joaquín Torres (los nuevos Capitán América y Falcon, respectivamente) a Oaxaca, México, para detener la venta ilegal de artículos clasificados robados por Sidewinder, y su grupo mercenario, Serpiente. Wilson y Torres ecuperan los artículos, pero Sidewinder escapa. Torres está emocionado de asumir el antiguo manto de Falcon, pero Wilson duda en involucrar a Torres en misiones peligrosas debido a que el par no tiene superpoderes como el ex Capitán América, Steve Rogers. Después de la misión, Wilson y Torres entrenan con Isaiah Bradley, un súper soldado que fue encarcelado y sometido a experimentos por el gobierno de los EE. UU.
Ross invita a Wilson y Torres a la "Cumbre de la Isla Celestial" con líderes mundiales en la Casa Blanca, y Wilson acepta con la condición de que Bradley también sea invitado. Ross le pide a Wilson que lo ayude a reformar a los Vengadores. Durante la cumbre, Ross explica que se ha descubierto un nuevo metal, el adamantium, en la "Isla Celestial", que se formó cuando el Celestial Tiamut emergieron en el Océano Índico. Los elementos recuperados fueron las primeras muestras refinadas del metal y fueron robados de una operación minera japonesa. Para evitar una carrera armamentista, Ross propone un tratado para gobernar la minería y distribución de adamantium. Mientras habla, suena la canción «Mr. Blue» y hace que varios hombres, incluido Bradley, comiencen a dispararle a Ross y otros dignatarios. Detenidos por la jefa de seguridad de Ross, la ex Viuda Negra, Ruth Bat-Seraph, los hombres recuperan el sentido y niegan tener algún conocimiento del ataque.
Mientras investiga, Wilson es emboscado por Sidewinder y lo captura. Torres rastrea una llamada en el teléfono de Sidewinder hasta un sitio negro oculto en Virginia Occidental llamado Campamento Eco Uno. Ross intenta salvar el tratado, pero el gobierno japonés lo culpa por el robo de su adamantium y el posterior ataque a la Casa Blanca. Ross se da cuenta de que la mente maestra detrás estos eventos es el Dr. Samuel Sterns, quien obtuvo inteligencia avanzada después de estar expuesto a la sangre de Bruce Banner / Hulk durante la masacre de Abominación en Harlem. Ross encarceló a Sterns en el Campamento Eco One, lo culpó públicamente por las acciones de Abominación y prometió perdonarlo si lo ayudaba a ascender a la presidencia. Wilson y Torres encuentran a Sterns y aprenden cómo usa la tecnología y la canción «Mr. Blue» para controlar las mentes, pero Sterns escapa mientras luchan contra soldados controlados mentalmente.
Ross envía a Bat-Seraph a proteger el Campamento Echo Uno, donde encuentra y ayuda a Wilson y Torres. El trío se encuentra con el amigo militar de Wilson, Dennis Dunphy, que tiene a Sidewinder bajo custodia. Wilson se entera de lo suficiente de Sidewinder para deducir el plan de Sterns para destruir la reputación de Ross. Wilson, Torres y Bat-Seraph van a la Isla Celestial, donde Ross y el Primer Ministro de Japón están compitiendo para reclamar la propiedad del adamantium. Sterns toma el control de las mentes de dos pilotos estadounidenses y les hace atacar la flota japonesa. Wilson y Torres interceptan los aviones y convencen a los japoneses de que se rindan, pero Torres resulta gravemente herido. Ross le dice a Wilson que se está muriendo de insuficiencia cardíaca y le pidió a Sterns que desarrollara píldoras que han prolongado su vida; Ross se negó a liberar a Sterns por temor a que ya no fabricara las píldoras, lo que provocó la ira de Sterns y sus planes de venganza.
Wilson es consolado por su amigo, Bucky Barnes. Sterns mata a Dunphy, quien se entera de que las píldoras habían estado agregando radiación gamma al cuerpo de Ross, y se entrega a Wilson. El arresto de Sterns y su conexión con Ross se revelan públicamente mientras este último está en una conferencia de prensa. Ross pierde el control de sus emociones y se transforma en un Hulk rojo, destruyendo parte de la Casa Blanca. Wilson hiere a Ross lo suficiente como para que se pueda razonar con él y le recuerda a Ross sus visitas a los cerezos en flor de Washington D. C. con su hija, Betty. Ross vuelve a la normalidad, y después del incidente, Bradley queda exonerado, Wilson invita a Torres, que se está recuperando, a unirse a los Vengadores, y el tratado es ratificado. Ross renuncia y se hace encarcelar en la Balsa, donde Wilson y Betty lo visitan. En una escena poscréditos, Sterns, encarcelado, advierte a Wilson de un ataque inminente de otros mundos.

## Reparto y personajes
|                                                           |
| Chris Evans, protagonista de las tres primeras películas. |

| |
| Anthony Mackie, coprotagonista de la segunda y tercera película; protagonista de la cuarta película. |

|                                                  |
| Sebastian Stan, coprotagonista de la tetralogia. |

|                                                       |
| Hayley Atwell, coprotagonista de la primera película. |

|                                                                     |
| Scarlett Johansson, coprotagonista de la segunda y tercer película. |

|                                                      |
| Danny Ramirez, coprotagonista de la cuarta película. |

|                                                                                         |
| Robert Downey Jr., personaje principal del UCM y coprotagonista de la tercera película. |

|                                                 |
| Samuel L. Jackson, personaje principal del UCM. |

|                                                   |
| Hugo Weaving, antagonista de la primera película. |

|                                                     |
| Robert Redford, antagonista de la segunda película. |

|                                                               |
| Frank Grillo, co-antagonista de la segunda y tercer película. |

|                                                   |
| Daniel Brühl, antagonista de la tercera película. |

|                                                      |
| Tim Blake Nelson, antagonista de la cuarta película. |

|                                                      |
| Harrison Ford, co-antagonista de la cuarta película. |

|                                          | Capitán América: el primer vengador (2011) | Captain America: The Winter Soldier (2014) | Capitán América: Civil War (2016) | Captain America: Brave New World (2025) |
| ---------------------------------------- | ------------------------------------------ | ------------------------------------------ | --------------------------------- | --------------------------------------- |
| Steve Rogers Capitán América             | Chris Evans                                | Chris Evans                                | Chris Evans                       |                                         |
| Sam Wilson Falcon / Capitán América      |                                            | Anthony Mackie                             | Anthony Mackie                    | Anthony Mackie                          |
| James "Bucky" Barnes Soldado de Invierno | Sebastian Stan                             | Sebastian Stan                             | Sebastian Stan                    | Sebastian Stan                          |
| Margaret "Peggy" Carter                  | Hayley Atwell                              | Hayley Atwell                              |                                   |                                         |
| Sharon Carter Agente 13                  |                                            | Emily VanCamp                              | Emily VanCamp                     |                                         |
| Natasha Romanoff Viuda Negra             |                                            | Scarlett Johansson                         | Scarlett Johansson                |                                         |
| Brock Rumlow Crossbones                  |                                            | Frank Grillo                               | Frank Grillo                      |                                         |
| Howard Stark                             | Dominic Cooper                             | Dominic Cooper                             | John Slattery                     |                                         |
| Arnim Zola                               | Toby Jones                                 | Toby Jones                                 |                                   |                                         |
| Wanda Maximoff Bruja Escarlata           |                                            | Elizabeth Olsen                            | Elizabeth Olsen                   |                                         |
| Joaquín Torres Falcon                    |                                            |                                            |                                   | Danny Ramirez                           |
| Helmut Zemo Barón Zemo                   |                                            |                                            | Daniel Brühl                      |                                         |
| Samuel Sterns El Líder                   |                                            |                                            |                                   | Tim Blake Nelson                        |
| Maria Hill                               |                                            | Cobie Smulders                             |                                   |                                         |
| Nick Fury                                | Samuel L. Jackson                          | Samuel L. Jackson                          |                                   |                                         |
| Johann Schmidt Red Skull                 | Hugo Weaving                               |                                            |                                   |                                         |
| Abraham Erskine                          | Stanley Tucci                              |                                            |                                   |                                         |
| Heinz Kruger                             | Richard Armitage                           |                                            |                                   |                                         |
| Timothy "Dum Dum" Dugan                  | Neal McDonough                             |                                            |                                   |                                         |
| Gabe Jones                               | Derek Luke                                 |                                            |                                   |                                         |
| Jim Morita                               | Kenneth Choi                               |                                            |                                   |                                         |
| James Montgomery Falsworth               | J.J. Feild                                 |                                            |                                   |                                         |
| Jacques Dernier                          | Bruno Ricci                                |                                            |                                   |                                         |
| Private Lorraine                         | Natalie Dormer                             |                                            |                                   |                                         |
| Georges Batroc Batroc el saltador        |                                            | Georges St-Pierre                          |                                   |                                         |
| Alexander Pierce                         |                                            | Robert Redford                             |                                   |                                         |
| Senador Stern                            |                                            | Garry Shandling                            |                                   |                                         |
| Jasper Sitwell                           |                                            | Maximiliano Hernández                      |                                   |                                         |
| Tony Stark Iron Man                      |                                            |                                            | Robert Downey Jr.                 |                                         |
| Clint Barton Ojo de Halcón               |                                            |                                            | Jeremy Renner                     |                                         |
| Visión                                   |                                            |                                            | Paul Bettany                      |                                         |
| T'Challa Pantera Negra                   |                                            |                                            | Chadwick Boseman                  |                                         |
| Scott Lang Ant-Man                       |                                            |                                            | Paul Rudd                         |                                         |
| Peter Parker Spider-Man                  |                                            |                                            | Tom Holland                       |                                         |
| James Rhodes War Machine                 |                                            |                                            | Don Cheadle                       |                                         |
| Wolfgang von Strucker                    |                                            | Thomas Kretschmann (cameo)                 |                                   |                                         |
| Pietro Maximoff Quicksilver              |                                            | Aaron Taylor-Johnson (cameo)               |                                   |                                         |

## Recepción

### Taquilla
| Película                            | Estreno (E. E. U. U.) | Ingresos        | Ingresos          | Ingresos          | Posición  | Posición | Presupuesto     | Referencia |
| Película                            | Estreno (E. E. U. U.) | Estados Unidos  | Internacional     | Mundial           | Dómestico | Mundial  | Presupuesto     | Referencia |
| ----------------------------------- | --------------------- | --------------- | ----------------- | ----------------- | --------- | -------- | --------------- | ---------- |
| Capitán América: el primer vengador | 22 de julio de 2011   | USD 176 654 505 | USD 193 915 269   | USD 370 569 774   | #226      | #262     | USD 140 000     | [ 49 ]     |
| Captain America: The Winter Soldier | 4 de abril de 2014    | USD 259 766 572 | USD 454 497 695   | USD 714 264 267   | #91       | #79      | USD 170 000     | [ 50 ]     |
| Capitán América: Civil War          | 6 de mayo de 2016     | USD 408 084 349 | USD 745 220 146   | USD 1 153 304 495 | #19       | #12      | USD 250 000 000 | [ 51 ]     |
| Total                               | Total                 | USD 844 505 426 | USD 1 393 633 110 | USD 2 238 138 536 | #27       | #23      | USD 560 000     |            |

### Crítica
| Película                            | Rotten Tomatoes         | Rotten Tomatoes          | Rotten Tomatoes      | Metacritic      | CinemaScore | IMDb                | FilmAffinity       |
| Película                            | Recepción de la crítica | Críticos más importantes | Reacción del público | Metacritic      | CinemaScore | IMDb                | FilmAffinity       |
| ----------------------------------- | ----------------------- | ------------------------ | -------------------- | --------------- | ----------- | ------------------- | ------------------ |
| Capitán América: el primer vengador | 80% (275 reseñas)       | 74% (69 reseñas)         | 75% (182 032 votos)  | 66 (43 reseñas) | A-          | 6.9 (870 000 votos) | 5.8 (57 419 votos) |
| Captain America: The Winter Soldier | 90% (313 reseñas)       | 83% (70 reseñas)         | 92% (274 228 votos)  | 70 (48 reseñas) | A           | 7.8 (872 000 votos) | 6.6 (42 446 votos) |
| Capitán América: Civil War          | 90% (429 reseñas)       | 90% (92 reseñas)         | 89% (139 208 votos)  | 75 (53 reseñas) | A           | 7.8 (818 000 votos) | 6.8 (40 880 votos) |
| Promedio                            | 87%                     | 82%                      | 85%                  | 70              | A           | 7.5                 | 6.4                |